# Mvondo Atangana
Mvondo Atangana (Yaoundé, 10 luglio 1979) è un ex calciatore camerunese, di ruolo attaccante.